# مرحله مقدماتی جام ملت‌های اروپا ۲۰۲۰ گروه A
گروه A مرحله مقدماتی جام ملت‌های اروپا ۲۰۲۰ یکی از ده گروهی است که تصمیم می‌گیرد کدام تیم‌ها در مسابقات فینال یورو ۲۰۲۰ یوفا صعود کنند. گروه A از پنج تیم تشکیل شده‌است: بلغارستان، جمهوری چک، انگلیس، کوزوو و مونته‌نگرو، که این تیم‌ها به صورت میزبان و میهمان در قالب رقابت‌های دوره ای بازی خواهند کرد.
دو تیم برتر به‌طور مستقیم به بازی‌های دور نهایی صعود می‌کنند، برخلاف دوره‌های قبلی، شرکت‌کنندگان در بازی‌های پلی آف براساس نتایج مرحله گروهی مقدماتی تصمیم نمی‌گیرند، بلکه براساس عملکرد آنها در لیگ ملتهای یوفا ۲۰۱۸–۱۹.

## مسابقات
بازی‌های مقدماتی توسط یوفا همزمان با روز قرعه کشی که در تاریخ ۲ دسامبر ۲۰۱۸ در دوبلین برگزار شد، منتشر شد. زمان‌ها بر اساس زمان اروپای مرکزی، طبق برنامه ای که توسط یوفا ذکر شده‌است می‌باشد (در پرانتزها ساعت محلی درج گردیده‌است).
در ۴ مسابقه، به طور متوسط 3.75 گل در هر بازی (تا تاریخ 25 March 2019).

۴ گل
- رحیم استرلینگ

۲ گل
- راس بارکلی
- هری کین

۱ گل
- Vasil Bozhikov
- Todor Nedelev
- مایکل کین (بازیکن فوتبال)
- Arbër Zeneli
- Stefan Mugoša
- Marko Vešović

1 گل به‌خودی
- توماش کالاس (در برابر انگلیس)

5 goals
- Harry Kane
- Raheem Sterling

4 goals
- Patrik Schick

2 goals
- Ross Barkley
- Vedat Muriqi
- Milot Rashica
- Stefan Mugoša

1 goal
- Vasil Bozhikov
- Kristian Dimitrov
- Ismail Isa
- Todor Nedelev
- Ivelin Popov
- Jakub Jankto
- Michael Keane
- Elba Rashani
- Mërgim Vojvoda
- Arbër Zeneli
- Marko Vešović

1 own goal
- Tomáš Kalas (against England)
- Boris Kopitović (against Czech Republic)

## انضباط
بازیکن به‌طور خودکار برای مسابقات بعدی به دلیل تخلفات زیر به حالت تعلیق در می‌آید:
- دریافت کارت قرمز (تعلیق کارت قرمز برای جرائم جدی ممکن است تمدید شود)
- دریافت سه کارت زرد در سه مسابقه مختلف و همچنین بعد از پنجم و هر کارت زرد متعاقباً (تعلیق کارت زرد به پلی آف منتقل می‌شود، اما فینال یا هر بازی بین‌المللی دیگری در آینده نیست)

## یادداشت
1. ↑  "UEFA Euro 2020: Qualifying Draw Procedure" (PDF). UEFA.com. Union of European Football Associations. 27 September 2018. Retrieved 27 September 2018.
2. ↑  "UEFA EURO 2020 qualifying draw made in Dublin". Union of European Football Associations. 2 December 2018. Retrieved 2 December 2018.
3. 1 2  "Regulations of the UEFA European Football Championship 2018–20" (PDF). UEFA.com. Union of European Football Associations. 9 March 2018. Retrieved 13 March 2018.
4. ↑  "UEFA EURO 2020 qualifying schedule: all the fixtures". Union of European Football Associations. 2 December 2018. Retrieved 2 December 2018.
5. ↑  "European Qualifiers 2018–20: Group stage fixture list" (PDF). UEFA.com. Union of European Football Associations. 2 December 2018. Retrieved 2 December 2018.
6. ↑  CET (UTC+1) for matches in March and November 2019, and CEST (UTC+2) for all other matches.